# Crimson (相川七瀬のアルバム)
『crimson』（クリムゾン）は1998年7月8日にcutting edgeからリリースされた相川七瀬、3枚目アルバム。規格品番はCTCR-18008。

## 解説
「Bad Girls」「彼女と私の事情」「Nostalgia」3曲の表題曲を収録。オリコン週間チャートで1位を獲得、70万枚超のヒット。当時の女性ソロアーティストでデビュー・アルバムから3作連続初登場1位獲得の快挙を成し遂げた。crimsonは「深紅」の意。ファースト・アルバム『Red』を更に濃厚にした事を表している。

## 収録曲
作詞・作曲・編曲：織田哲郎（特記以外）
1. ○○○○? (4:50)
日産自動車・プリンス店『日産プリンス』CMタイアップ曲（第3弾）。ベスト・アルバム『ID』にも収録。
2. Nostalgia (4:44)
  - 作詞：相川七瀬・織田哲郎

10thシングル。シングルと若干異なるバージョンで収録。
3. さよならを聴かせて (4:51)
  - 作詞：相川七瀬　作曲：上邑博・織田哲郎

8thシングル「Bad Girls」のカップリング。
4. 眠れない夜 (4:06)
  - 作詞：相川七瀬

NHK総合テレビジョン「ポップジャム」エンディングテーマ。
5. Night Wave (1:42)
Instrumental。前後の曲と繋がっている。
6. Bad Girls (4:39)
  - 作詞：相川七瀬・織田哲郎

8thシングル。
日産自動車・プリンス店『日産プリンス』CMタイアップ曲（第2弾）。
TBS系列『COUNT DOWN TV』オープニングテーマ。
7. fragile (5:23)
この曲から10曲目まで繋がっている。
8. Velvet moon (4:38)
  - 作詞：相川七瀬・織田哲郎　作曲：ホリエアキラ　編曲：ホリエアキラ・織田哲郎
9. たまんない瞬間 (3:56)
  - 作詞：相川七瀬・織田哲郎　編曲：ホリエアキラ・織田哲郎

内容はかなり過激であるが、表記の歌詞と異なっている箇所がある。
（歌詞）ワインになんて興味がないよ➡（ボーカル）ワインなんてどうでもいいよ
10. 彼女と私の事情 (5:01)
  - 作詞：相川七瀬・織田哲郎

9thシングル。
11. 優しいうた (6:22)
  - 作詞：相川七瀬　編曲：織田哲郎・武内基朗

マクセル「マクセルMD」CMソング(本人出演)。

## レコーディング参加
- 織田哲郎 - ギター、ベース、キーボード
- ホリエアキラ - キーボード
- YUKI（JUDY AND MARY） - コーラス
- 吉村由美（PUFFY） - コーラス